# IC 2929
IC 2929 је галаксија у сазвјежђу Лав која се налази на листи објеката дубоког неба у Индекс каталогу.
Деклинација објекта је + 12° 8' 12" а ректасцензија 11h 33m 31,4s. Привидна величина (магнитуда) објекта IC 2929 износи 15,9 а фотографска магнитуда 16,5.